# Bolivia (Carolina del Norte)
Bolivia es un pueblo ubicado en el condado de Brunswick en el estado estadounidense de Carolina del Norte. Es sede del condado de Brunswick. La localidad en el año 2020, tenía una población de 149 habitantes en una superficie de 1,7 km², con una densidad poblacional de 86,8 personas por km².
Con menos de 200 habitantes, el estado de Carolina del Norte, desde 1892, resguarda un pueblo con un nombre familiar, “Bolivia”. El mismo cuenta con oficina de correos, estación de bomberos, iglesias y diferentes negocios que están a disposición de los viajeros que visitan este pueblo.

## Historia
El pueblo fue colonizado por europeos estadounidenses en la década de 1890 y se incorporó en 1911. Una teoría sobre el nombre es que en 1900, por la zona transitaba un ferrocarril que cargaba bolsas con fertilizantes que decían "Bolivia", refiriéndose al país en América del Sur, y a la gente le gustaba ese nombre, así que decidieron bautizar el pueblo con el nombre “Bolivia”. 
Desde 1892 funciona una oficina de correos llamada Bolivia. La ciudad recibe su nombre de Bolivia, en América del Sur. Bolivia fue incorporada como ciudad en 1911. 
El vuelo 2511 de National Airlines explotó sobre Bolivia el 6 de enero de 1960. El DC-6B fue destruido por una explosión de una dinamita. 
Cuando la U.S 17 se amplió a cuatro carriles, se construyó una circunvalación alrededor de Bolivia; la carretera, que tenía como objetivo mejorar el tráfico, alejó a los visitantes y clientes minoristas, lo que provocó un declive económico en la ciudad. En 1977, el condado decidió trasladar la sede del condado de Brunswick de Southport a Bolivia. Ser un centro de operaciones gubernamentales estimuló a otros negocios y ayudó a Bolivia a desarrollar sus negocios. 

## Geografía
Bolivia se encuentra ubicado en las coordenadas 34°4′9″N 78°8′52″O / 34.06917, -78.14778. Según la Oficina del Censo, la localidad tiene un área total de 1,7 km² (0,7 mi²), de la cual 1,7 km² (0,7 mi²) es tierra y 0 km² (0 mi²) (0.0%) es agua.

### Localidades adyacentes
El siguiente diagrama muestra a las localidades en un radio de 20 kilómetros (12,4 mi) de Bolivia.

## Demografía
En el 2000 la renta per cápita promedia del hogar era de $33.125, y el ingreso promedio para una familia era de $35.625. El ingreso per cápita para la localidad era de $12.973. En 2000 los hombres tenían un ingreso per cápita de $26.250 contra $20.000 para las mujeres. Alrededor del 7.30% de la población estaba bajo el umbral de pobreza nacional.